# Bergbräken
Bergbräken (Oreopteris limbosperma) är en växtart i familjen Thelypteridaceae.